# 924 Toni
924 Toni
924 Toni là một tiểu hành tinh bay quanh Mặt Trời.